# Shonen Knife

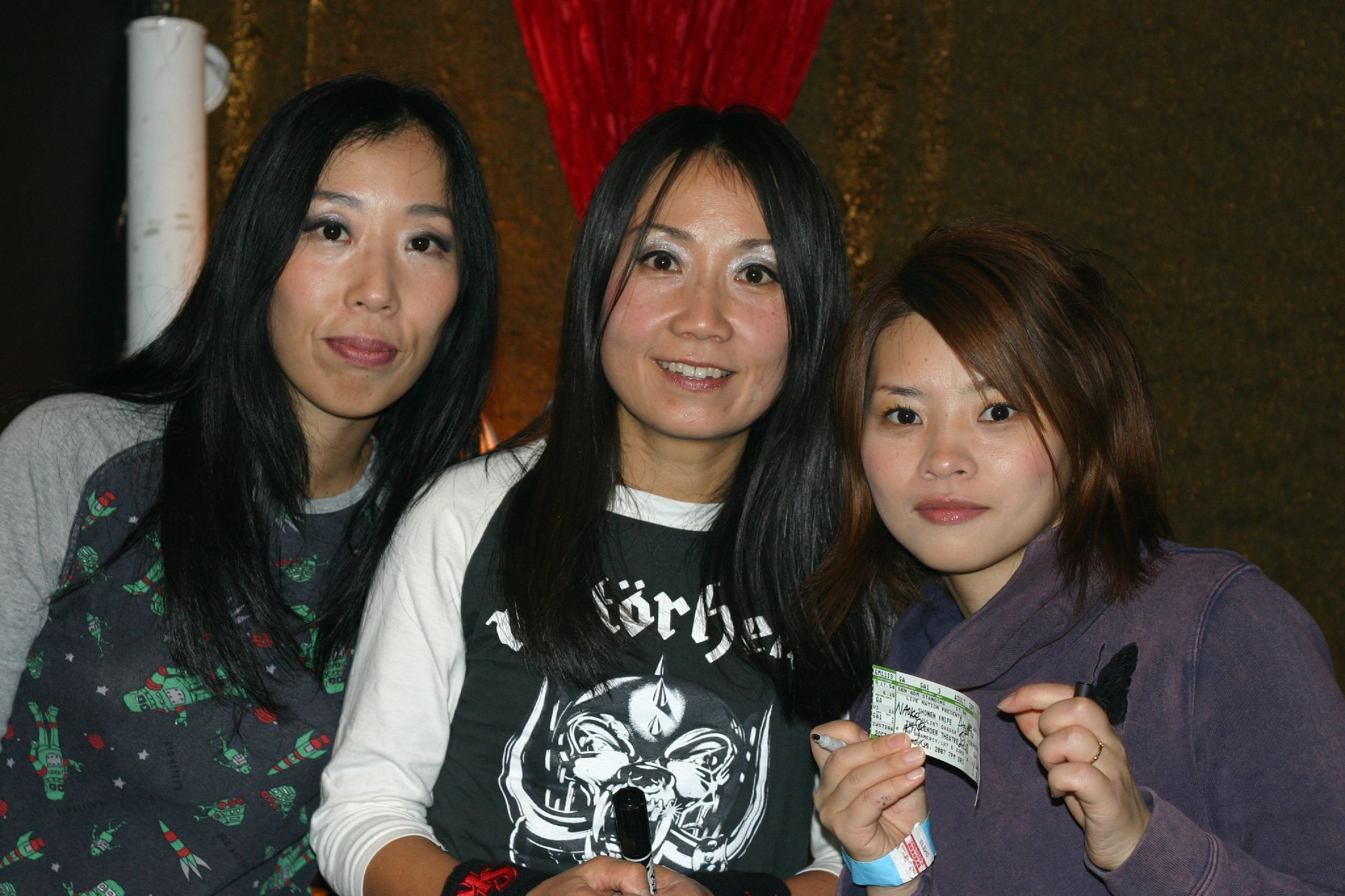
Shonen Knife

Shonen Knife (少年ナイフ) este o trupă japoneză de pop punk, formată în anul 1981 în Osaka.

## Membrii

### Membri actuali
- Naoko Yamano - chitară, voce (1981–prezent)
- Ritsuko Taneda - chitară bas, chitară ritmică, voce (2006–prezent)

### Foști membri
- Atsuko Yamano – baterie, vocal, bas (1981–2006; drums from 1981–1999, full-time bassist from 1999–2006; North American touring support bassist, 2006–2008, 2015, Japan touring bassist, 2015)
- Michie Nakatani – bas, vocal, clape (1981–1999)
- Mana Nishiura – baterie în turnee (2001–2004)
- Etsuko Nakanishi – baterie, back vocal (2005–2010)
- Emi Morimoto- baterie, vocal (2010-2015)

## Discografie
Albume
- 1982: Minna Tanoshiku
- 1983: Burning Farm
- 1984: Yama-no Attchan
- 1986: Pretty Little Baka Guy
- 1991: 712
- 1992: Let's Knife
- 1994: Rock Animals
- 1996: The Birds & the B-Sides
- 1997: Brand New Knife
- 1998: Happy Hour
- 2000: Strawberry Sound
- 2002: Heavy Songs
- 2003: Candy Rock
- 2006: Genki Shock!
- 2007: fun! fun! fun!
- 2008: Super Group
- 2010: Free Time
- 2011: Osaka Ramones
- 2012: Pop Tune
- 2014: Overdrive